# 山崎章弘
- 山﨑章弘

山崎 章弘（やまさき あきひろ、1961年5月2日 - ）は、和歌山県和歌山市出身の元プロ野球選手（捕手・内野手、右投右打）、野球指導者。
遅くとも兵庫時代末期から、登録名を山﨑 章弘（読み同じ）としている。

## 経歴

### プロ入り前
育英高等学校時代には甲子園球場の全国大会に出場できなかったものの、公式戦で通算16本塁打を記録するなど、強打の捕手として知られた。
1979年のNPBドラフト会議で、読売ジャイアンツ（巨人）からドラフト2位指名を受けて入団。

### 現役時代
1982年にジュニアオールスターゲームへ出場した。二軍のイースタン・リーグ公式戦では好成績を残していたが、当時の巨人は正捕手の山倉和博をはじめ捕手陣の層が厚く、一軍公式戦へのデビューは1986年にまで持ち越された。同年9月24日の対広島東洋カープ戦（後楽園球場）では、原辰徳が津田恒実からファウルを打った際に手首を骨折したため、カウントの途中（2ストライク）から原の代打に起用されたが、1球を見逃しただけで三振を記録した(2ストライク後の代打起用だったため、三振の記録は原についた)。
1987年には、西武ライオンズとの日本シリーズ第2戦（西武球場）に「9番・指名打者」として先発出場したが、西武先発・工藤公康から1つの四球を選んだだけで無安打に終わった。1988年は7試合、1989年は出場無し。
1990年に日本ハムファイターズへ移籍した。
1991年限りで現役を引退。1989年と1991年は内野手登録だった。

### 引退後
引退後は日本ハムで二軍トレーニング兼打撃コーチ補佐（1992年 - 1994年）→二軍コンディショニングコーチ（1995年）→二軍バッテリーコーチ補佐兼コンディショニングコーチ補佐（1997年）→二軍バッテリー・コンディショニングコーチ補佐（1998年 - 1999年）→二軍コンディショニング・バッテリーコーチ（2000年 - 2001年）→二軍育成コーチ（2002年 - 2004年）を歴任し、二軍で苦しんでいた鶴岡慎也にキャッチング、ブロッキング、スローイングを叩き込ませ、捕手としての土台を作らせた。
日本ハム退団後は中日で二軍育成トレーニング兼ブルペン担当コーチ（2005年）→二軍ブルペン担当コーチ（2006年）を務め、2008年から2019年までは日本の独立リーグ数球団で監督やコーチを歴任。
四国・九州アイランドリーグの高知ファイティングドッグスコーチ（2008年 - 2009年）を経て、2010年には関西独立リーグ (初代)・神戸9クルーズの発足に伴ってコーチに就任した。
2011年からは後継球団の兵庫ブルーサンダーズ（現：兵庫ブレイバーズ）でコーチを務めた。2013年からは、兵庫の監督へ就任。チームの所属リーグが関西独立リーグからBASEBALL FIRST LEAGUE（現在の関西独立リーグ (2代目)）へ変更されてからも、2016年まで4シーズンにわたって指揮を執った。監督在任中は、全てのシーズンでリーグ優勝（またはポストシーズンゲームへの進出）を果たした。ポストシーズンゲームでは、2013年から2年連続で06BULLSに敗退（2014年はシーズン優勝とポストシーズン勝者の両チームを年間優勝認定。2015年はポストシーズンゲームなし）。在任最終年の2016年に、最初で最後の勝利を収めた。なお、兵庫球団では、監督在任中に一貫して着用していた背番号66を、退任後にチームの永久欠番へ指定した。
2017年からは、出身の和歌山県内で新たに発足した和歌山ファイティングバーズの監督に就任。発足と同時に加盟した関西独立リーグ (2代目)では、初年度こそ最下位であったが、2年目の2018年にリーグ優勝および年間優勝を達成した。
2018年シーズン終了後の11月27日に、契約期間満了を理由に和歌山の監督を退任。同日付で兵庫の監督へ復帰するとともに、永久欠番として扱われていた背番号66を再び着用した。2019年にリーグ戦およびチャンピオンシップで優勝している。
2020年からは、巨人の巡回打撃コーチへ就任。中日コーチの退任以来14年ぶりに、NPBの現場復帰を果たした。2021年10月6日に同年限りで退任することが発表された。
2022年からは女子野球チームの兵庫ブルーサンダーズで監督を務める。

## 家族
長男（山﨑福之）・次男（山﨑福也）とも左投手で、高校生時代に甲子園球場での全国大会へ出場したほか、次男の福也は自身と同じくプロ野球選手になっている。
長男は聖望学園高校在学中に、野手として第80回選抜高等学校野球大会に出場。卒業後に国学院大学野球部を経てセガサミー硬式野球部でプレーを続けたが、2015年11月に現役を引退。次男の福也は、日大第三高校・明治大学の投手として活躍した後に、2014年度NPBドラフト会議にてオリックス・バファローズから1巡目指名を受けて入団。2023年にFAで日本ハムに移籍。親子にわたって日本ハムでプレーすることになった。

## 詳細情報

### 年度別打撃成績
| 年 度     | 球 団     | 試 合 | 打 席 | 打 数 | 得 点 | 安 打 | 二 塁 打 | 三 塁 打 | 本 塁 打 | 塁 打 | 打 点 | 盗 塁 | 盗 塁 死 | 犠 打 | 犠 飛 | 四 球 | 敬 遠 | 死 球 | 三 振 | 併 殺 打 | 打 率 | 出 塁 率 | 長 打 率 | O P S |
| --------- | --------- | ----- | ----- | ----- | ----- | ----- | -------- | -------- | -------- | ----- | ----- | ----- | -------- | ----- | ----- | ----- | ----- | ----- | ----- | -------- | ----- | -------- | -------- | ----- |
| 1986      | 巨人      | 15    | 15    | 15    | 1     | 6     | 1        | 0        | 0        | 7     | 1     | 0     | 0        | 0     | 0     | 0     | 0     | 0     | 3     | 1        | .400  | .400     | .467     | .867  |
| 1987      | 巨人      | 22    | 21    | 20    | 2     | 6     | 3        | 0        | 0        | 9     | 6     | 0     | 0        | 0     | 0     | 1     | 0     | 0     | 7     | 1        | .300  | .333     | .450     | .783  |
| 1988      | 巨人      | 7     | 7     | 7     | 0     | 1     | 0        | 0        | 0        | 1     | 0     | 0     | 0        | 0     | 0     | 0     | 0     | 0     | 1     | 0        | .143  | .143     | .143     | .286  |
| 通算：3年 | 通算：3年 | 44    | 43    | 42    | 3     | 13    | 4        | 0        | 0        | 17    | 7     | 0     | 0        | 0     | 0     | 1     | 0     | 0     | 11    | 2        | .310  | .326     | .405     | .731  |

### 年度別守備成績
| 年度 | 試合 | 企図数 | 許盗塁 | 盗塁刺 | 阻止率 |
| ---- | ---- | ------ | ------ | ------ | ------ |
| 1986 | 3    | 0      | 0      | 0      | ----   |

### 記録
初記録
- 初出場：1986年6月28日、対広島東洋カープ12回戦（後楽園球場）、9回裏に槙原寛己の代打として出場
- 初打席・初安打：同上、9回裏に川口和久から単打
- 初先発出場：1986年9月25日、対広島東洋カープ26回戦（後楽園球場）、6番・一塁手として先発出場
- 初打点：1986年10月3日、対ヤクルトスワローズ25回戦（明治神宮野球場）、3回表に水野雄仁の代打として出場、矢野和哉から適時打

### 背番号
- 39（1980年 - 1989年）
- 49（1990年 - 1991年）
- 70（1992年 - 1995年、1997年 - 2004年）
- 99（2005年 - 2006年）
- 85（2008年 - 2009年）
- 66（2011年 - 2019年、2022年 - ）
  - 兵庫ブルーサンダーズの永久欠番（2016年12月28日制定）
- 100（2020年 - 2021年）

### 登録名
- 山崎 章弘（やまさき あきひろ、1980年 - 時期不詳）
- 山﨑 章弘（やまさき あきひろ、時期不詳 - ）